# Liste der Kulturdenkmäler in Schöneberg (Hunsrück)
In der Liste der Kulturdenkmäler in Schöneberg sind alle Kulturdenkmäler der rheinland-pfälzischen Ortsgemeinde Schöneberg aufgeführt. Grundlage ist die Denkmalliste des Landes Rheinland-Pfalz (Stand: 2. August 2023).

## Denkmalzonen
| Bezeichnung                    | Lage                                                 | Baujahr                 | Beschreibung | Bild |
| ------------------------------ | ---------------------------------------------------- | ----------------------- | --- | ---- |
| Denkmalzone Schloss            | Schlossstraße 5–11, 8–12 Lage                        | 16. Jahrhundert         | Bereich des ehemaligen Schlosses der Herren von Schöneberg (Nr. 5, 16. Jahrhundert); von der übrigen Ortsbebauung durch den Friedhof getrennte frühe Urzelle der Besiedlung mit heute sechs um einen Hofraum gruppierten Hofanlagen, vom 16. Jahrhundert bis zum ersten Viertel des 20. Jahrhunderts | BW   |
| Denkmalzone Jüdischer Friedhof | südlich des Ortes; Distrikt Auf dem Gerstenberg Lage | 19. und 20. Jahrhundert | Areal mit fünf Grabsteinen des 19. und vom Anfang des 20. Jahrhunderts | BW   |

## Einzeldenkmäler
| Bezeichnung                            | Lage                                     | Baujahr                            | Beschreibung | Bild                           |
| -------------------------------------- | ---------------------------------------- | ---------------------------------- | --- | ------------------------------ |
| Hofanlage                              | Hauptstraße 23 Lage                      | 1843                               | Hofanlage; herrschaftlicher spätklassizistischer Krüppelwalmdachbau, teilweise Fachwerk, bezeichnet 1843; streckhofartige Anfügung von Stall und Scheune; weiteres langgestrecktes Nebengebäude, 19. Jahrhundert | BW                             |
| Spolie                                 | Hauptstraße, an Nr. 37 Lage              | 1568                               | Renaissance-Portalsturz, bezeichnet 1568 | BW                             |
| Wegekreuz                              | Hauptstraße, bei Nr. 52 Lage             | zweite Hälfte des 18. Jahrhunderts | Wegekreuz, spätbarock, zweite Hälfte des 18. Jahrhunderts | BW                             |
| Katholische Kirche zur Kreuzauffindung | Schlossstraße 1 Lage                     | 1895                               | neuspätromanische Halle, Bruchstein, 1895, Architekten Carl Rüdell und Richard Odenthal | weitere Bilder Fotos hochladen |
| Dorfbrunnen                            | Schlossstraße, bei Nr. 3 Lage            | 18. oder 19. Jahrhundert           | Dorfbrunnen, 18. oder 19. Jahrhundert, Instandsetzung wohl in den 1920er Jahren | BW                             |
| Wohnhaus                               | Schlossstraße 4 Lage                     | 1688                               | Wohnhaus, Toranlage, barockes Fachwerkhaus, teilweise massiv, Krüppelwalmdach, bezeichnet 1688 | BW                             |
| Burghaus                               | Schlossstraße 5 Lage                     | 1539                               | ehemaliges Burghaus; Krüppelwalmdachbau, wohl von 1539, Umbau wohl 1686, Ringmauerreste | BW                             |
| Forsthaus Neupfalz                     | nordwestlich des Ortes an der L 240 Lage | um 1905                            | Baugruppe im Heimatstil, um 1905 | Fotos hochladen                |